# DNCE
A DNCE Los Angelesben alakult amerikai pop-rock stílusú együttes.

## Karrier
A DNCE kirobbanó dance-rock együttes, amely a korábbi Jonas Brothers énekese, Joe Jonas köré épült. 2015-ben alapították, tagjai: a gitáros, JinJoo Lee, a basszusgitáros-billentyűs Cole Whittle, a dobos Jack Lawless, és Joe Jonas, a frontember. Miután 2013-ban a nagy sikerű Jonas Brothers feloszlott, Joe elkezdett egy új zenekar alapításán gondolkozni.

## Tagok
- Joe Jonas
- JinJoo Lee
- Jack Lawless
- Cole Whittle

## Diszkográfia
- Swaay (EP, 2015)
- DNCE (album, 2016)